# Сортиране чрез сливане
В информатиката сортирането чрез сливане е алгоритъм за сортиране, базиран на сравняване, който винаги има сложност {\displaystyle \Theta (nlog(n))}. Алгоритъмът се гради на принципа „разделяй и владей“. Създаден е от Джон фон Нойман през 1945. Стабилен е и паметта, която му трябва, в най-лошия случай е n. По-подробно описание и анализ на сортирането чрез сливане, се е появило в доклад на Goldstine и Neumann още през 1948 година.

## Принцип на действие
1. Несортираният списък по произволен начин се разделя на два подсписъка с приблизително еднаква дължина (за линейно време)
2. Рекурсивно се разделят подсписъците, докато не се достигне до списъци с единична дължина
3. Сливат се два подсписъка в нов сортиран списък (за линейно време)[1]

## Примерен код на C#
Има 2 метода. Първият разделя масива на 2, а втория сравнява елементите.
```
static
 
int
[]
 
Splits
(
int
[]
 
arr
)

{

 
if
 
(
arr
.
Length
 
==
 
1
)
 
// Ако дължината на масива стане равна на 1 елемент,

 
{
 
// тогава се връща този елемент и отиваме към другия метод

 
return
 
arr
;

 
}

 
// Инициализират се два масива с равен брой елемента спрямо подаденият масив(arr).

 
int
 
middle
 
=
 
arr
.
Length
 
/
 
2
;

 
int
[]
 
leftArr
 
=
 
new
 
int
[
middle
];

 
int
[]
 
rightArr
 
=
 
new
 
int
[
arr
.
Length
 
-
 
middle
];

 
// Слагаме в първия масив(left), половината от елементите на подадения масив (arr).

 
for
 
(
int
 
i
 
=
 
0
;
 
i
 
<
 
middle
;
 
i
++
)

 
{

 
leftArr
[
i
]
 
=
 
arr
[
i
];

 
}

 
// Слагаме във втория масив(right), другата половината от елементи на подадения масив (arr).

 
for
 
(
int
 
i
 
=
 
middle
,
 
j
 
=
 
0
;
 
i
 
<
 
arr
.
Length
;
 
i
++
,
 
j
++
)

 
{

 
rightArr
[
j
]
 
=
 
arr
[
i
];

 
}

 
leftArr
 
=
 
Splits
(
leftArr
);
 
// Вика се рекурсия на лявата половина, докато нейната дължина не стане равна на 1.

 
rightArr
 
=
 
Splits
(
rightArr
);
 
// След като свършим изцяло с лявата половина на първоначално подадения масив,

 
// прави се същото и с дясната половина, докато не се изчерпят всички нейни стойности

 
return
 
Merge
(
leftArr
,
 
rightArr
);
 
// Когато в двата масива остане само по 1 елемент, викаме метода

 
// Merge, който ще ги слее, разпределени по големина

}

```

Във втория метод ще трябват променливите leftIncrease и rightIncrease, за да се ходи по елементите на масивите.
```
static
 
int
[]
 
Merge
(
int
[]
 
left
,
 
int
[]
 
right
)

{

 
// Първоначално се сравнява нулевия елемент на левия масив с нулевия елемент на десния.

 
int
 
leftIncrease
 
=
 
0
;

 
int
 
rightIncrease
 
=
 
0
;

 
int
[]
 
arr
 
=
 
new
 
int
[
left
.
Length
 
+
 
right
.
Length
];

 
for
 
(
int
 
i
 
=
 
0
;
 
i
 
<
 
arr
.
Length
;
 
i
++
)

 
{

 
// Ако левият елемент е по-малък, той се записва в масива (arr) и се увеличава левия брояч (leftIncrease) с 1

	
// Ако всички елементи в десния масив свършат, то се прехвърлят автоматично останалите елементи в левия масив.

 
if
 
(
rightIncrease
 
==
 
right
.
Length
 
||
 
((
leftIncrease
 
<
 
left
.
Length
)
 
&&
 
(
left
[
leftIncrease
]
 
<=
 
right
[
rightIncrease
])))

 
{

 
arr
[
i
]
 
=
 
left
[
leftIncrease
];

 
leftIncrease
++
;

 
}

 
else
 
if
 
(
leftIncrease
==
 
left
.
Length
 
||
 
((
rightIncrease
 
<
 
right
.
Length
)
&&
(
left
[
leftIncrease
]
 
>=
 
right
[
rightIncrease
])))

 
{

 
arr
[
i
]
 
=
 
right
[
rightIncrease
];

 
rightIncrease
++
;

 
}

 
}

 
return
 
arr
;

}

```

## Предимства и недостатъци
Предимството на сортирането чрез сливане е, че винаги работи със сложност {\displaystyle nlog(n)}. Това е теоретически най-добрата алгоритмична сложност, която може да бъде постигната от универсален алгоритъм за сортиране. Недостатъкът му е, че допълнителната памет, която му трябва, е n. Тоест, ако имаме 1 милион елемента, то ще ни трябва памет за 2 милиона елемента, за да изпълним алгоритъма.

## Паралелна обработка
Алгоритъмът може да се използва паралелно, тоест на всяко едно ядро на процесора му се подава методът, който разделя масива на 2, и после се сливат числата наведнъж. Ако имаме 8 микропроцесора, на всеки процесор му се дава методът Split, и след това се съединяват наведнъж всичките 8 части. Алгоритъмът може да стане n пъти по-бърз, когато имаме n ядра.